# Vila Nova do Piauí
Vila Nova do Piauí est une municipalité brésilienne située dans l'État du Piauí.